# Cemitério da Consolação
Portão principal do Cemitério, na Rua da Consolação, projetado por Ramos de Azevedo
O Cemitério da Consolação é a mais antiga necrópole em funcionamento no município brasileiro de São Paulo, capital do estado homônimo. É uma das principais referências do Brasil na área da arte tumular, ao lado do Cemitério de São João Batista, no Rio de Janeiro. Localizado no distrito da Consolação, região central da cidade, foi fundado em 10 de julho de 1858 e inaugurado oficialmente em 15 de agosto do mesmo ano, com o nome de Cemitério Municipal, tendo uma área de 76 340 m².
Seu principal objetivo na época era de garantir a salubridade e evitar epidemias, pois viria para substituir o hábito então recorrente de sepultar os mortos no terreno das igrejas. É um dos vinte e dois cemitérios públicos administrados pelo Serviço Funerário do Município de São Paulo.
Com a prosperidade advinda da aristocracia da cafeicultura e o surgimento de uma expressiva burguesia em São Paulo, o local passou a abrigar obras de arte produzidas por escultores de renome, que serviam para ornamentar os jazigos de famílias abastadas e de personalidades importantes na história do Brasil. Sua área é arborizada e tranquila, em oposição à agitada rua do mesmo nome. Apresenta cerca de trezentas esculturas e trabalhos de artistas importantes, como Victor Brecheret e o arquiteto Ramos de Azevedo, que projetou seu portão principal.
Em 2017, foi tombado pela Resolução n° 08 do Conselho Municipal de Preservação do Patrimônio Histórico, Cultural e Ambiental da Cidade de São Paulo (CONPRESP), cuja proteção recai sobre "O traçado das alamedas, quadras e ruas dos três cemitérios; a capela, o pórtico de entrada, o Ossário e a atual administração, de autoria de Ramos de Azevedo, além das inúmeras esculturas, de grande valor artístico". A resolução é acompanhada de uma lista de bens tombados e de um mapa com sua localização dentro do cemitério.
Abriga um grande número de sepulturas de figuras conhecidas, além de personalidades da história paulistana, como Tarsila do Amaral, Mário de Andrade, Monteiro Lobato, Ramos de Azevedo, Marquesa de Santos, Líbero Badarò e o monumental mausoléu da Família Matarazzo, considerado o maior da América do Sul, com altura aproximada de um prédio de três andares.
Mantém visitas guiadas, mediante prévio agendamento, por meio do projeto Arte Tumular, que é coordenado pela administração local. Essas visitas têm o intuito de compreender as obras de arte, a história do ambiente e das pessoas e famílias sepultadas no local.

## História

### Antecedentes

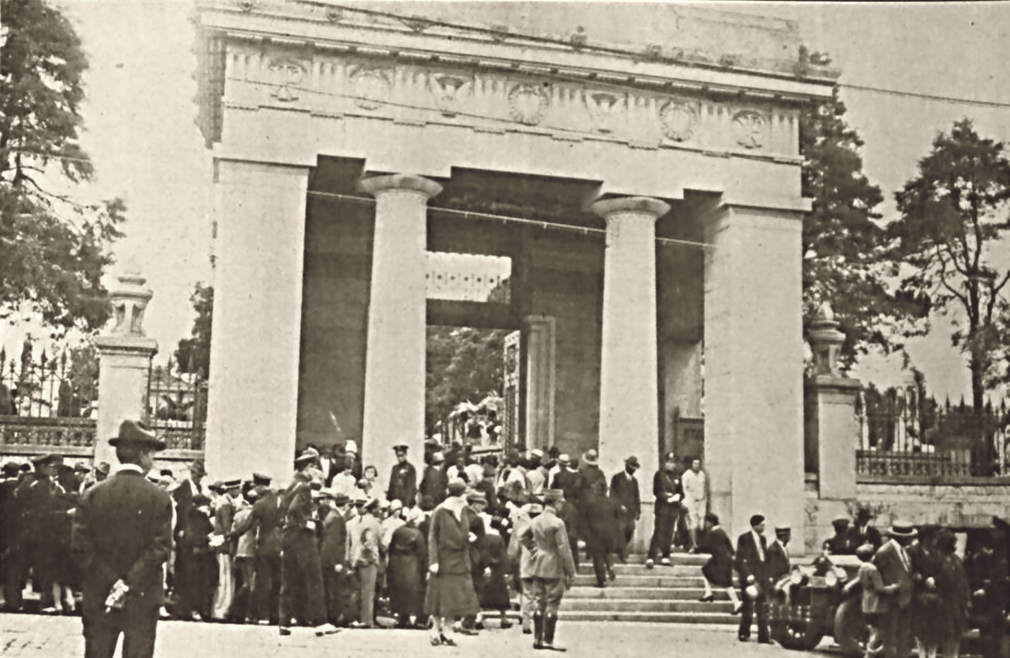
A entrada no Dia de Finados, 1928

Ainda que inaugurado oficialmente em 1858, o Consolação tem uma história anterior. Foi em meados de 1829, que o então vereador Joaquim Antonio Alves Alvim defendeu a construção de um cemitério público na cidade. Antes disso, a prática era sepultar os corpos em solo sagrado, ou seja, no terreno de igrejas, pois o senso comum dizia que a proximidade com os santos auxiliaria a entrada daquelas almas no Paraíso. No entanto, isso trazia inúmeros problemas de saúde pública e assim, com o surgimento de noções sobre sanitarismo e higiene, os governos das cidades passaram a construir necrópoles.
Por envolver crenças religiosas, a proposta resultou em imensa discussão que durou cerca de trinta anos. Durante esse período, o projeto foi sofrendo algumas alterações sobre sua localização, ao lado da igreja da Consolação, no bairro da Luz, ou no bairro Campos Elísios. Em 1855, o engenheiro Carlos Rath elaborou um estudo indicando que o melhor local era a região da Consolação, já que levava em conta a elevada altitude da região, a direção dos ventos dominantes, qualidade do solo e até então, a distância da cidade.
Uma parte do terreno era de domínio público, outra uma chácara pertencente a Marciano Pires de Oliveira. Foi somente um ano depois do início das obras que a Câmara Municipal conseguiu comprar a chácara pelo valor de duzentos mil réis. Entretanto, a construção seguia devagar por conta da falta de verba. Em 1857, a Marquesa de Santos doou dois contos de réis, uma considerável fortuna na época, para uso exclusivo na construção da capela.

### Inauguração

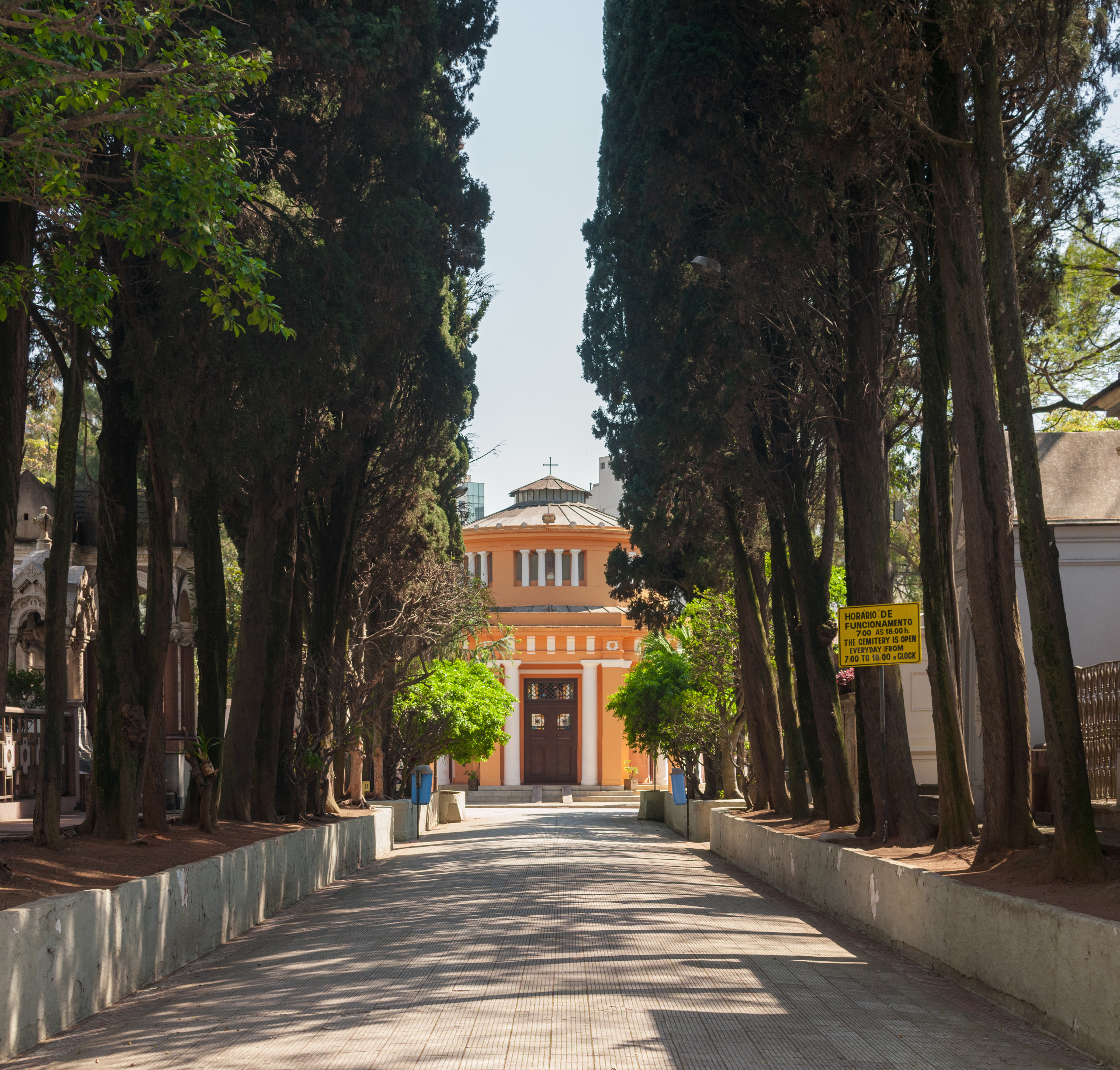
Vista da capela a partir do portão principal

Quando se deu o surto de varíola na cidade de São Paulo, em 1858, os corpos ainda estavam sendo enterrados nas igrejas. O presidente da província ordena então à Câmara Municipal de São Paulo, em 7 de julho de 1858, que proibisse a partir de então as práticas de sepultamento nos templos. Dessa forma o Cemitério da Consolação passaria a receber os primeiros corpos das vítimas desta epidemia, antes mesmo que as obras estivessem totalmente concluídas. Assim, no dia 15 de agosto de 1858, quando aconteceu o primeiro sepultamento, foi oficialmente inaugurado o primeiro cemitério público de São Paulo.
Foi ampliado duas vezes, a primeira em 1884, quando foi incorporada parte da chácara do Conselheiro Ramalho, localizada nos limites com o bairro de Higienópolis, e em 1890, com a venda da grande chácara de Joaquim Floriano Wanderley, na direção da Avenida Paulista, ao custo de três contos de Réis.

### Primeiros anos

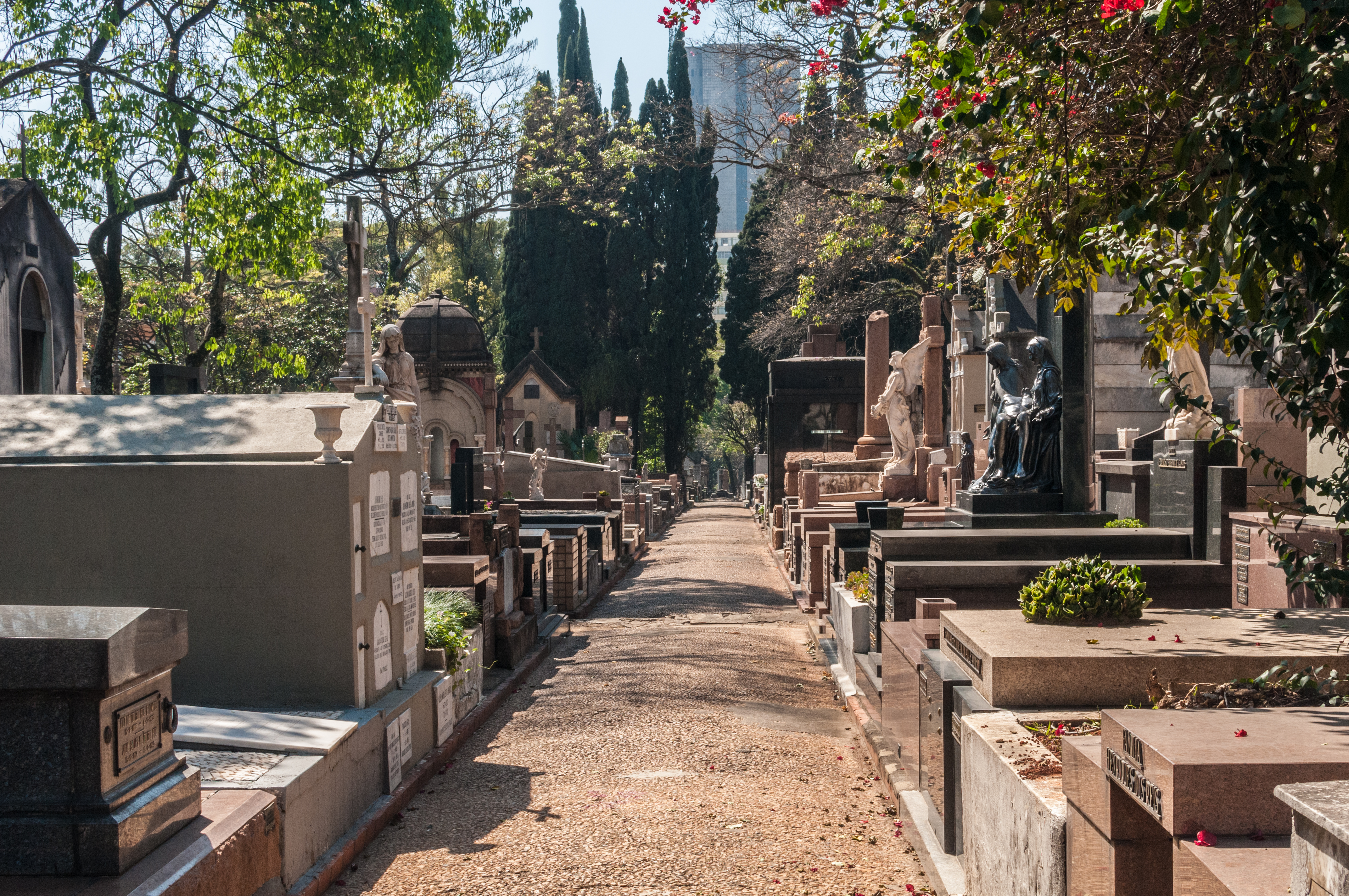
Uma das alamedas do Cemitério da Consolação

Em seus primeiros anos era o lugar de sepultamento de pessoas de todas as classes sociais, incluídos os escravos, que foram posteriormente transferidos ao Cemitério dos Aflitos. Até o ano de 1893, era o único na cidade de São Paulo, quando foi aberto o  Cemitério do Brás. Em 1897, foi inaugurado o Cemitério do Araçá. Com a construção dessas duas novas necrópoles, o local passou por um processo de elitização, recebendo quase que exclusivamente pessoas das classes média e alta, devido ao loteamento dos terrenos em jazigos perpétuos que passaram a ser vendidos pela prefeitura. Na época, um túmulo suntuoso era visto como sinal inequívoco de status social. Havia uma verdadeira competição entre as famílias abastadas que construíam jazigos cada vez mais sofisticados, em materiais nobres como mármore e bronze. A ornamentação ficava a cargo de artistas de primeira grandeza, que tinham na arte tumular atividade com demanda estável e altamente lucrativa. Uma ala específica, principalmente a voltada para a rua da Consolação, se tornou cada vez mais aristocrática. Um bom exemplo é o de Joaquim Antonio Alves Alvim, que no ano de 1871 encomendou na Europa a confecção de um mausoléu, que foi remontado em São Paulo.
Em 1901, o então vereador José Oswald Nogueira de Andrade, pai do escritor Oswald de Andrade, propôs uma reforma geral nos muros e portões de entrada, com o argumento de que estava com um aspecto desagradável para a cidade. Um ano depois, tais reformas foram aprovadas, com o projeto do arquiteto Ramos de Azevedo. 
O resultado das novas obras já podia ser visto em 1909, época em que se tornou a primeira necrópole de São Paulo "por todos admirada, principalmente por visitantes estrangeiros".

### Atualmente

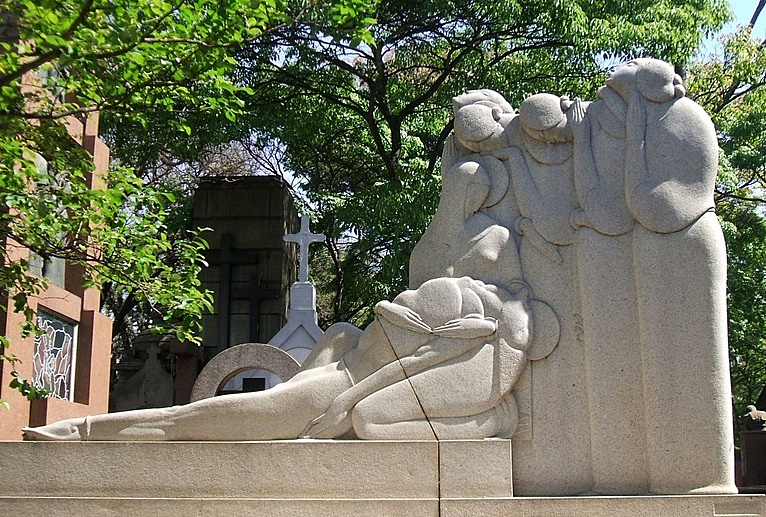
Túmulo de Olívia Guedes Penteado, escultura de Victor Brecheret.

O cemitério é tido por muitos como um museu a céu aberto, abrigando túmulos de personalidades históricas e famílias ilustres da sociedade brasileira e da sociedade paulista. Além disso, é também referência na arte tumular no Brasil, reunindo cerca de mais de trezentas obras de escultores como Victor Brecheret, Celso Antônio Silveira de Menezes, Nicola Rollo, Luigi Brizzolara e Galileo Emendabili e do arquiteto Ramos de Azevedo, chamando a atenção não somente dos apreciadores de arte, como também de fotógrafos e estudantes de arquitetura.
Um dos destaques é o colossal mausoléu da família Matarazzo, o maior da América Latina. Tem o tamanho aproximado de um prédio de três andares e é ornamentado por um impressionante conjunto escultório em bronze italiano, obra de Luigi Brizzolara. Assim, o empreendedor italiano Matarazzo contrapunha-se ao elitismo da aristocracia cafeeira paulista, que ignorava abertamente os imigrantes recém-enriquecidos nos círculos sociais.
Além de personalidades históricas e centenárias do país, estão enterradas ali celebridades, como o compositor Paulo Vanzolini, morto em 2013, e o ator Paulo Goulart, que faleceu em 2014.
Em 31 de julho de 2015, moradores, concessionários e líderes comunitários reuniram-se para debater a condição do local, e o que pode ser feito no intuito de colaborar com as autoridades, a administração do local e a população para preservar tão importante patrimônio religioso, histórico e cultural. Nessa reunião fundaram o MDCC - Movimento em Defesa do Cemitério da Consolação.

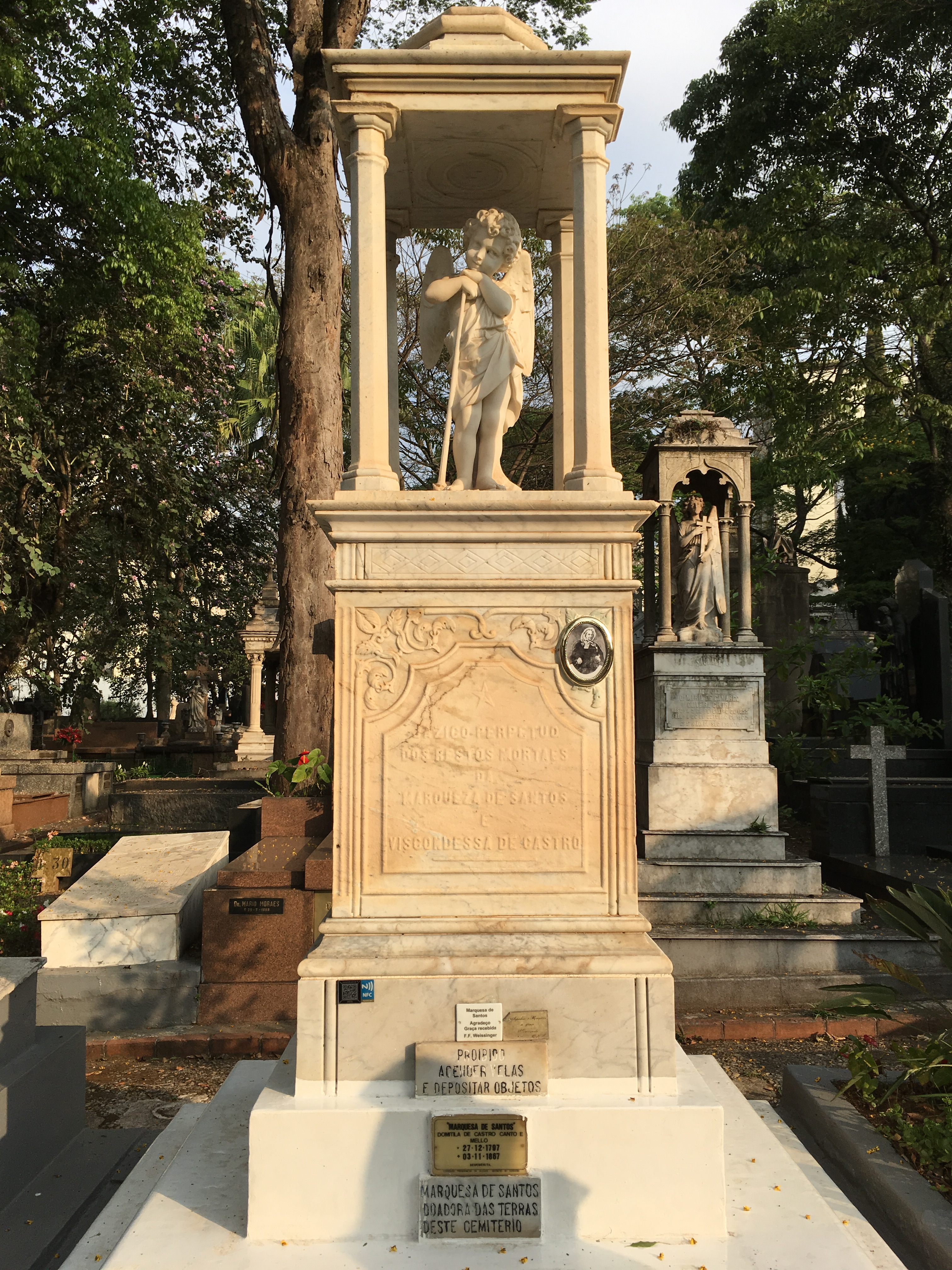
Sepultura de Domitila de Castro Canto e Melo, Marquesa de Santos

Em vista dessas melhorias, em cada túmulo foi instalado um totem com QR-code, que disponibiliza uma leitura para celular e direciona o visitante diretamente para uma página com o perfil do homenageado em questão. Além disso, também foram instituídas visitadas monitoradas para estudantes, professores, pesquisadores, turistas e outros. Esses tours são de entrada gratuita e tem o interessante roteiro "Arte Tumular", organizado pela administração, com o intuito de apresentar a história, os túmulos e obras de artes instaladas no local. Durante o mês de novembro de 2015 ocorreram algumas visitas experimentais noturnas, com possível implementação posterior, mas tal dinâmica acabou não vingando. Atualmente as visitas acontecem todas as terças e sextas-feiras em períodos diurnos com a necessidade da realização de agendamento prévio, por meio de e-mail ou telefone com a prefeitura municipal.
Algumas atividades que pretendiam ser inseridas ainda enfrentam resistência, como o "Cinetério". O programa que surgiu de dentro do projeto Mês da Cultura Independente, da Secretaria Municipal de Cultura, tinha como objetivo exibir gratuitamente filmes de terror em telões instalados nos corredores. Alguns eventos ocorreram e geraram uma grande procura, como o de 13 de setembro de 2014 que atraiu um público cinco vezes maior do que o esperado e formou uma fila de mais de mil pessoas.
Porém, no dia 12 de setembro de 2015, uma liminar da justiça apresentada por um concessionário, proibiu as três sessões que ocorreriam no mesmo dia e obrigou que a organização mudasse o endereço para a rua lateral. O MDCC acredita que eventos como o "Cinetério" violam a finalidade essencial do local e colocam em risco sua segurança de preservação.

## Localização
Localizado inicialmente na periferia de São Paulo, em um ponto distante, acaba depois de um crescimento da economia cafeeira cercado de casarões da elite paulista.
Atualmente o cemitério se estabelece em uma das mais nobres áreas da cidade, entre as ruas da Consolação, Sergipe, Mato Grosso e Cel. José Eusébio. Seus acessos são pela Rua da Consolação e pela Rua Mato Grosso. Tem como estações de metrô mais próximas a Estação Higienópolis-Mackenzie, da Linha 4-Amarela e a Estação Consolação, da Linha 2-Verde.

## Personalidades sepultadas
No Cemitério da Consolação encontram-se os restos mortais de muitas personalidades importantes da História do Brasil, tais como:
| Nome                                                  | Descrição                                                                        | Localização no cemitério     |
| ----------------------------------------------------- | -------------------------------------------------------------------------------- | ---------------------------- |
| Abreu Sodré                                           | Governador do Estado                                                             | quadra 80A, terreno 6/7      |
| Maria Isabel de Alcãntara Bourbon, Condessa de Iguaçu | Nobre Brasileira (filha de Dom Pedro I)                                          |                              |
| Ademar de Barros                                      | Governador do Estado                                                             | rua 7, terreno 56            |
| Afonso Arinos de Melo Franco                          | Escritor e jurista                                                               | rua 12, túmulo 19-20         |
| Afonso Celso Garcia da Luz                            | jornalista                                                                       | rua 12, terrenos 11 e 12     |
| Alcebíades Delamare                                   | jurista                                                                          | (sem fonte)                  |
| Alexandre Levy                                        | compositor                                                                       | (sem fonte)                  |
| Altino Arantes                                        | Presidente da Província                                                          | quadra 25 A-8                |
| Anália Franco                                         | professora, jornalista, poetisa e filantropa                                     | quadra 62, terreno 29        |
| Andréa de Mayo                                        | Travesti, empresária e ativista brasileira                                       | Rua 25, terreno 22           |
| Anhaia Melo                                           | Prefeito de São Paulo                                                            | quadra 64, terreno 62        |
| Antonieta Rudge                                       | Pianista                                                                         | rua 36, terreno 17           |
| Antoninho da Rocha Marmo                              | Benemérito conhecido como santo do povo                                          | quadra 80, terreno 6         |
| Antonio Agù                                           | Fundador da cidade de Osasco                                                     | rua 16, terreno 15           |
| Antônio da Silva Prado                                | Ministro do Império e primeiro Prefeito da cidade                                | quadra 29, terreno 2         |
| Antônio de Alcântara Machado                          | Jornalista, político e escritor                                                  | rua 7, terreno 9 e 10        |
| Armando Álvares Penteado                              | Magnata                                                                          | rua 37, terreno 10A          |
| Armando Bogus                                         | Ator                                                                             | quadra 18, terreno 10        |
| Armando de Sales Oliveira                             | Governador de São Paulo                                                          | quadra 17, terreno 9         |
| Barão da Bocaina                                      | nascido Francisco de Paula Vicente de Azevedo Fazendeiro, banqueiro, comerciante | rua 24, terreno 15A‐B LD (?) |
| Barão de Anhumas                                      | Nobre                                                                            | (sem fonte)                  |
| Barão de Antonina (João da Silva Machado)             | Senador do Império                                                               | rua 1, terreno 6/7           |
| Batuíra                                               | Espírita                                                                         | rua 11, terreno 37           |
| Bernardino José de Campos Júnior                      | Presidente da Província                                                          | rua 35, terreno 10/11        |
| Brasílio Machado                                      | advogado, professor e político                                                   | rua 7, terreno 9 e 10        |
| Caetano de Campos                                     | Educador                                                                         | rua 11, terreno 28           |
| Caio Prado Júnior                                     | Historiador                                                                      | rua 37, terreno 10           |
| Campos Sales                                          | Presidente da República                                                          | quadra 82                    |
| Cândido Fontoura                                      | Farmacêutico e empresário                                                        | rua 38, terreno 12           |
| Carlos Augusto Bresser                                | Militar                                                                          | (sem fonte)                  |
| Carlos de Campos                                      | Presidente da Província                                                          | rua 37, terreno 21           |
| Carlota Pereira de Queirós                            | médica e ativista política                                                       | (sem fonte)                  |
| Carvalho Pinto                                        | Governador de São Paulo                                                          | quadra 44, terreno 136       |
| Cesário Mota Júnior                                   | Médico higienista                                                                | rua 34, terreno 14           |
| Cícero Pompeu de Toledo                               | Dirigente esportivo                                                              | rua 4, terreno 35            |
| Couto de Magalhães                                    | Presidente da Província                                                          | quadra 36, terreno 1/2       |
| Emílio Ribas                                          | Sanitarista e criador do Instituto Butantan                                      | quadra 1A, terreno 8         |
| Fábio da Silva Prado                                  | Político                                                                         | (sem fonte)                  |
| Flávio Império                                        | Arquiteto e artista plástico                                                     | quadra 13A, terreno 31       |
| Francisco de Paula Vicente de Azevedo                 | Patrono da Cafeicultura Brasileira, advogado e banqueiro                         | (sem fonte)                  |
| Francisco Matarazzo                                   | Industrial                                                                       | quadra 82, terreno 6/12      |
| Francisco Matarazzo Júnior                            | industrial                                                                       | quadra 82, terreno 6-25      |
| Franco da Rocha                                       | Médico psiquiatra                                                                | quadra 32A, 16               |
| Geórgia Gomide                                        | Atriz                                                                            | (sem fonte)                  |
| Geremia Lunardelli                                    | Cafeicultor                                                                      | quadra 49, terreno 48        |
| Guiomar Novaes                                        | Pianista                                                                         | quadra 12, terreno 5         |
| Itália Fausta                                         | Atriz dramática                                                                  | quadra 65, terreno 36        |
| João Carlos Marinho                                   | escritor infantojuvenil                                                          | (sem fonte)                  |
| João Mendes de Almeida                                | Jurista                                                                          | rua 7, terreno 33            |
| Joaquim Roberto de Azevedo Marques                    | jornalista, fundador do Correio Paulistano                                       | rua 11, terreno 39           |
| Jorge Street                                          | Industrial e pioneiro da assistência social no Brasil                            | quadra 48, terreno 38        |
| Jorge Tibiriçá                                        | Primeiro Governador do Estado                                                    | rua 20, terreno 20           |
| José da Costa Carvalho (Marquês de Monte Alegre)      | Regente do Império                                                               | rua 2, terreno 6             |
| José de Alcântara Machado                             | acadêmico, político e escritor                                                   | (sem fonte)                  |
| José Egídio de Sousa Aranha                           | cafeicultor                                                                      | (sem fonte)                  |
| José Maria Whitaker                                   | Chefe do Governo Provisório de São Paulo                                         | quadra 83, terreno 40        |
| Juarez Soares                                         | jornalista esportivo                                                             | (sem fonte)                  |
| Jules Martin                                          | pintor, professor, arquiteto, litógrafo e empresário                             | quadra 22, túmulo 12         |
| Júlio de Mesquita                                     | Jornalista                                                                       | quadra 45, terreno 15/16     |
| Líbero Badaró                                         | Médico e jornalista                                                              | rua 17, terreno 8            |
| Lucas Nogueira Garcez                                 | Governador de São Paulo                                                          | rua 17, terreno 14           |
| Luís Gama                                             | Poeta e abolicionista                                                            | rua 12, terreno 17           |
| Marcelo Tupinambá (Fernando Lobo)                     | Maestro compositor                                                               | quadra 36, terreno 8         |
| Maria da Cunha                                        | jornalista, escritora e poetisa                                                  | (sem fonte)                  |
| Maria Esther Bueno                                    | tenista                                                                          | (sem fonte)                  |
| Maria Isabel de Lizandra                              | atriz                                                                            | (sem fonte)                  |
| Mário de Andrade                                      | Poeta e escritor                                                                 | rua 17, terreno 1            |
| Mário Zan                                             | Autor dos hinos dos 400 e 450 anos da Cidade de São Paulo                        | rua 5, terreno 5             |
| Marquesa de Santos                                    | Benemérita                                                                       | rua 1, terreno 3             |
| Militão Augusto de Azevedo                            | Fotógrafo                                                                        | rua 14, terreno 29           |
| Monteiro Lobato                                       | Escritor                                                                         | quadra 25, terreno 2         |
| Nicette Bruno                                         | Atriz                                                                            | (sem fonte)                  |
| Olívia Guedes Penteado                                | Protetora das artes                                                              | rua 35, terreno 1 e 2        |
| Oscar Americano                                       | Empresário e engenheiro                                                          | (sem fonte)                  |
| Oswald de Andrade                                     | Escritor                                                                         | rua 17, terreno 17           |
| Otávio Gabus Mendes                                   | Autor                                                                            | (sem fonte)                  |
| Paulo Emílio Sales Gomes                              | Crítico de cinema e historiador                                                  | quadra 74, terreno 11        |
| Paulo Goulart                                         | Ator                                                                             | (sem fonte)                  |
| Paulo Machado de Carvalho                             | Dirigente esportivo                                                              | rua 11, terreno 7/8          |
| Paulo Prado                                           | Empresário e historiador                                                         | quadra 29, terreno 2         |
| Paulo Vanzolini                                       | Zoólogo e Compositor                                                             | (sem fonte)                  |
| Pérola Byington                                       | Filantropa e ativista social                                                     | rua 26, terreno 27           |
| Plinio Corrêa de Oliveira                             | Pensador católico                                                                | (sem fonte)                  |
| Ramos de Azevedo                                      | Engenheiro arquiteto                                                             | rua 24, terreno 15A e 15B    |
| Roberto Simonsen                                      | Economista e escritor                                                            | quadra 49, terreno 15/16     |
| Rodolfo Crespi                                        | Industrial                                                                       | (sem fonte)                  |
| Rodolfo Pirani                                        | fundador e dono da rede de Lojas Pirani                                          | rua 4                        |
| Rubens de Falco                                       | Ator                                                                             | quadra 57, terreno 48        |
| Ruth Cardoso                                          | Antropóloga                                                                      | (sem fonte)                  |
| Sabbado D'Angelo                                      | Industrial                                                                       | rua 37, terreno 22           |
| Sebastiana de Melo Freire                             | socialite                                                                        | (sem fonte)                  |
| Sérgio Mamberti                                       | Ator e diretor                                                                   | (sem fonte)                  |
| Tarsila do Amaral                                     | Pintora                                                                          | quadra 36, terreno 46        |
| Victor Dubugras                                       | arquiteto                                                                        | [ 17 ]                       |
| Venceslau de Queirós                                  | Juiz, poeta, jornalista e fundador da Academia Paulista de Letras                | (sem fonte)                  |
| Washington Luís                                       | Presidente da República                                                          | quadra 22A, terreno 1ª       |
| Wladimir de Toledo Piza                               | político                                                                         | (sem fonte)                  |

## Vandalismo e furtos
Uma das principais queixas de familiares à gestão do cemitério é o descaso quanto à segurança necessária, principalmente no período noturno. Túmulos saqueados, vandalismo, estátuas de alto valor roubadas, entre outros, resultam em um cenário com ossadas expostas, tijolos substituindo portas de túmulos e falta de adornos. Isso se ocorria pela falta de guardas, câmeras e guaritas. Medidas foram tomadas, como segurança 24 horas por dia, mais iluminação e instalação de câmeras, a fim de garantir a integridade do patrimônio.
O roteiro Arte Tumular, organizado pela administração do cemitério, convida as pessoas a conhecer a história do local, as obras de arte, pessoas e famílias presentes no cemitério. As visitas são monitoradas pelo sepultador Francisvaldo Gomes, conhecido como Popó, que teve como "mestre" o falecido historiador Délio Freire dos Santos, responsável pelas primeiras pesquisas sobre o patrimônio artístico e histórico do Consolação.